# Periodisering (træning)
Periodisering er et begreb inden for træning, hvor træningen ændres, sådan at man ikke gentager et trænings en-til-en med henblik på at opnå bedre resultater, ved at undgå stagnering.

## Definition
Det amerikanske National Strength and Conditioning Association definerer begrebet således "Periodisering er en metode til at anvende sekventielle eller fasiske ændringer i arbejdsbyrde, træningsfokus og træningsopgaver indeholdt i mikrocyklen, mesocyklen og den årlige træningsplan. Tilgangen afhænger af de mål, der er fastsat for den specificerede træningsperiode. En periodiseret træningsplan, som er korrekt designet, giver en ramme for passende sekventering af træning, således at træningsopgaver, indhold og arbejdsbyrder varieres på flere niveauer i et logisk fasemønster for at sikre udviklingen af specifikke fysiologiske- og præstationsresultater ved forudbestemte tidspunkter."
Danske Team Danmark eksemplificerer det med ændringer i følgende:
- Øvelsesrækkefølge
- Antallet af gentagelser per træningssæt
- Antallet af træningssæt
- Pauselængden mellem sæt og øvelse
- Træningsintensiteten
- Antallet af træningspas per dag, uge og måned